# Мореско
Мореско (итал. Moresco) —  коммуна в Италии, располагается в регионе Марке, в провинции Фермо.
Население составляет 616 человек (2008 г.), плотность населения составляет 100 чел./км². Занимает площадь 6 км². Почтовый индекс — 63010. Телефонный код — 0734.
Покровителем коммуны почитается святой Лаврентий, празднование 10 августа.

## Демография
Динамика населения:

## Администрация коммуны
- Официальный сайт: http://www.comune.moresco.fm.it